# Homolobus discolor
Homolobus discolor är en stekelart som först beskrevs av Wesmael 1835.  Homolobus discolor ingår i släktet Homolobus och familjen bracksteklar. Arten är reproducerande i Sverige. Inga underarter finns listade i Catalogue of Life.